# BEL-7404
BEL-7404是一株應用於生物醫學研究的人類肝癌細胞系，最初是從一名69歲非裔美国人男性患者的肝癌组织中分離出來的，可以用於研究肝癌細胞的生长，但2017年的一项调查发现此细胞系已被HeLa细胞污染。

## 外部連結
- Cellosaurus entry for BEL-7404 （页面存档备份，存于）